# Chiesa di San Bartolomeo (Rimini)
La Chiesa dei Santi Bartolomeo e Marino, altrimenti conosciuta come Santa Rita o chiesa di San Bartolomeo, è una chiesa in stile barocco, sita a Rimini, nella regione italiana dell'Emilia-Romagna.

## Storia e descrizione

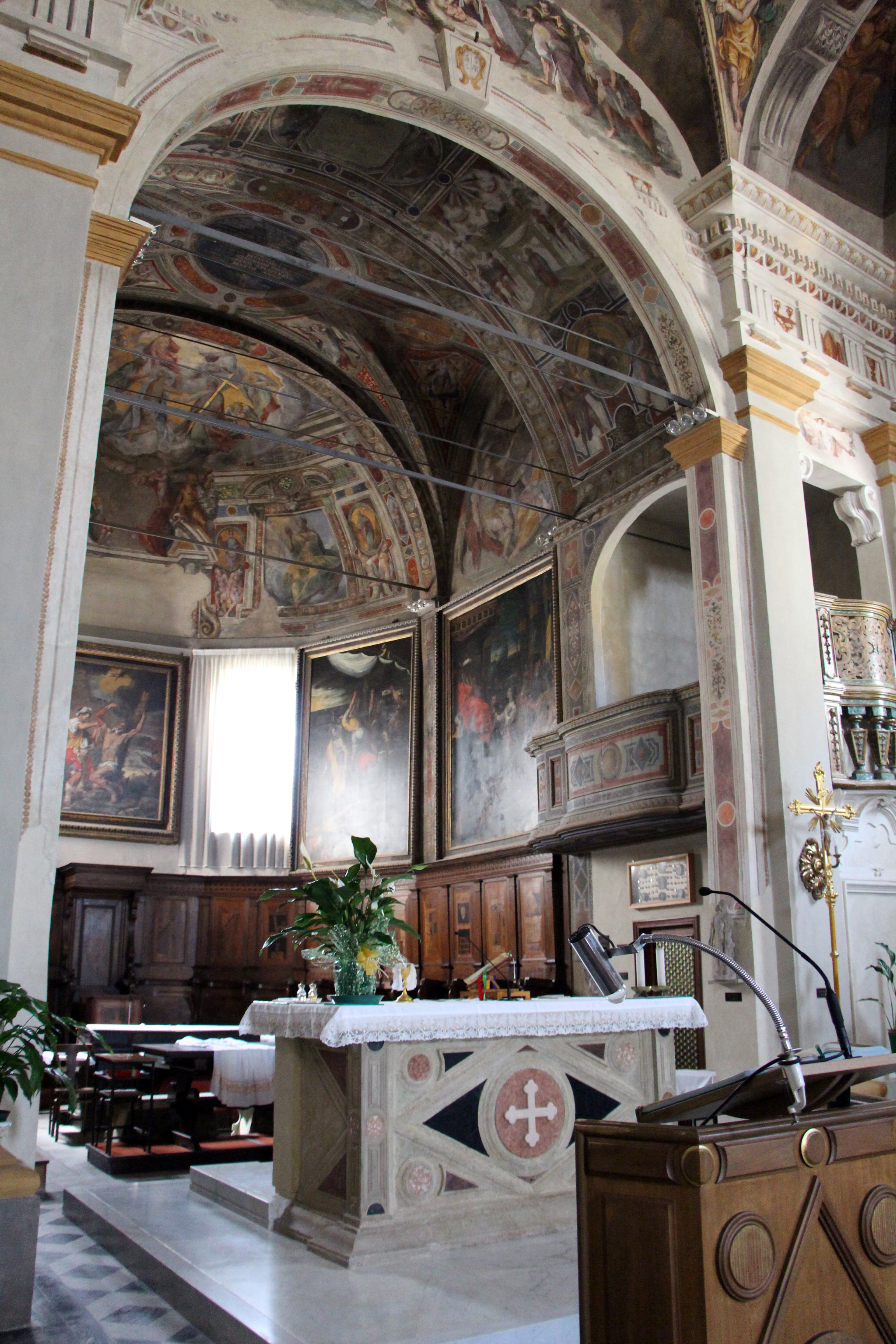
Gli affreschi cinquecenteschi della Vita di San Marino di Giorgio Picchi.

La chiesa è stata fondata nel XII secolo sul sito dell'originale cappella del V secolo dedicata a San Marino e officiata dalle suore Benedettine. Infatti le prime attestazioni scritte della chiesa risalgono al 1136.
Nel 1258 vi si installarono le Clarisse, che riedificarono l'edificio nelle forme attuali. Dal 1464 fino al 1797, fu assegnata ai Canonici Regolari Lateranensi. Quest'ultimi costruirono il grande chiostro che ancora oggi si apre sul fianco sinistro della chiesa.
L'edificio fu ristrutturato nel 1865, quando accanto vi fu costruita la Caserma Castelfidardo.
Dal 1926 il culto a Santa Rita è molto sentito.
L'interno, a navata semplice con abside finale, è ricco di opere d'arte. Sul soffitto sono presenti tre grandi tele (1655) del Centino; altre tele sono opera di Alessandro Codrini da Rimini. Alcuni affreschi sono attribuiti a Bartolomeo Cesi.
Nella prima cappella sulla destra è un affresco, che raffigura la Madonna, qui portato nel 1807 dal Convento dei Cappuccini. Una pala d'altare raffigurante Sant'Ubaldo che libera un posseduto è opera di Francesco Stringa. 
Sull'altare maggiore è posta una copia del Martirio di San Bartolomeo di Giuseppe Ribera. In passato, l'altare maggiore conteneva San Marino e i Santi, che si trova ora a Spoleto, nella cappella di Leone XII. Gli affreschi e le tele nel presbiterio rappresentano la Vita di San Marino e furono eseguiti nel 1595 da Giorgio Picchi. Gli scranni del coro in quercia intarsiata risalgono al 1494-96.
Sulla parete sinistra della navata troneggia il monumento di Antonio Trentanove dedicato a papa Pio VI, che risiedette nel convento adiacente nel 1782, mentre era in viaggio per Vienna.
Nel secondo altare di sinistra è un bel Crocefisso ligneo opera di uno scultore tedesco del XVI secolo.

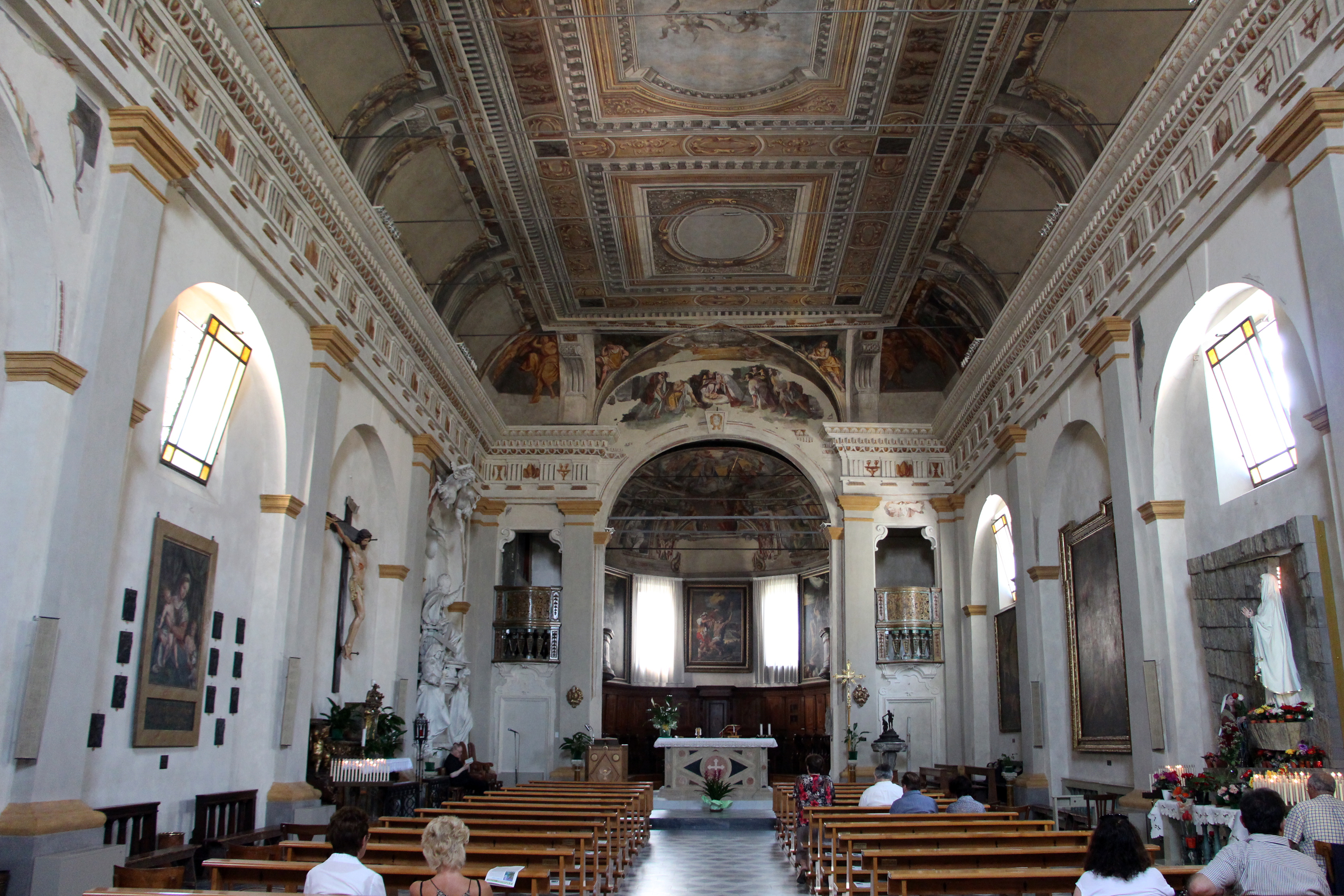
L'interno
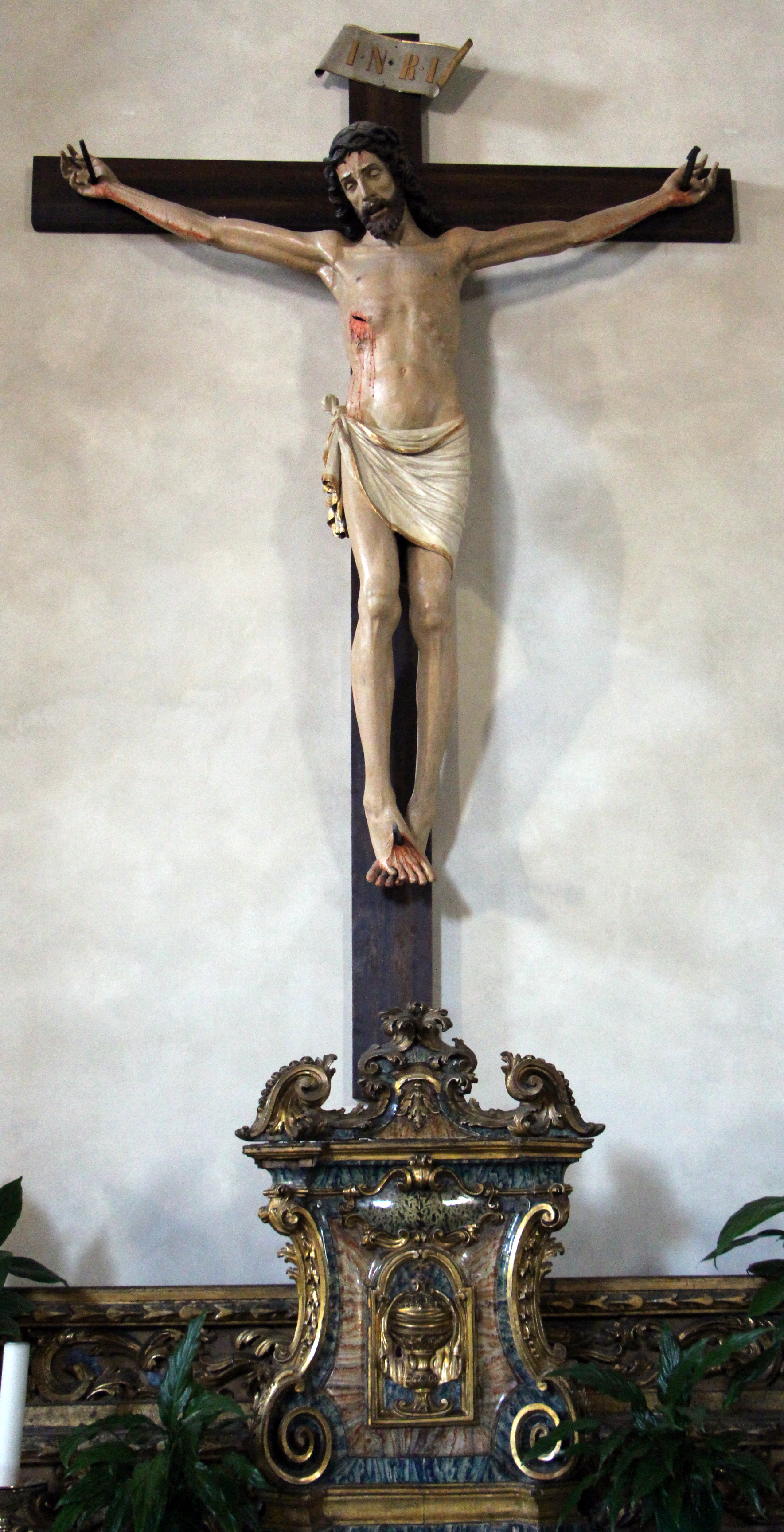
Crocifisso tedesco del '500
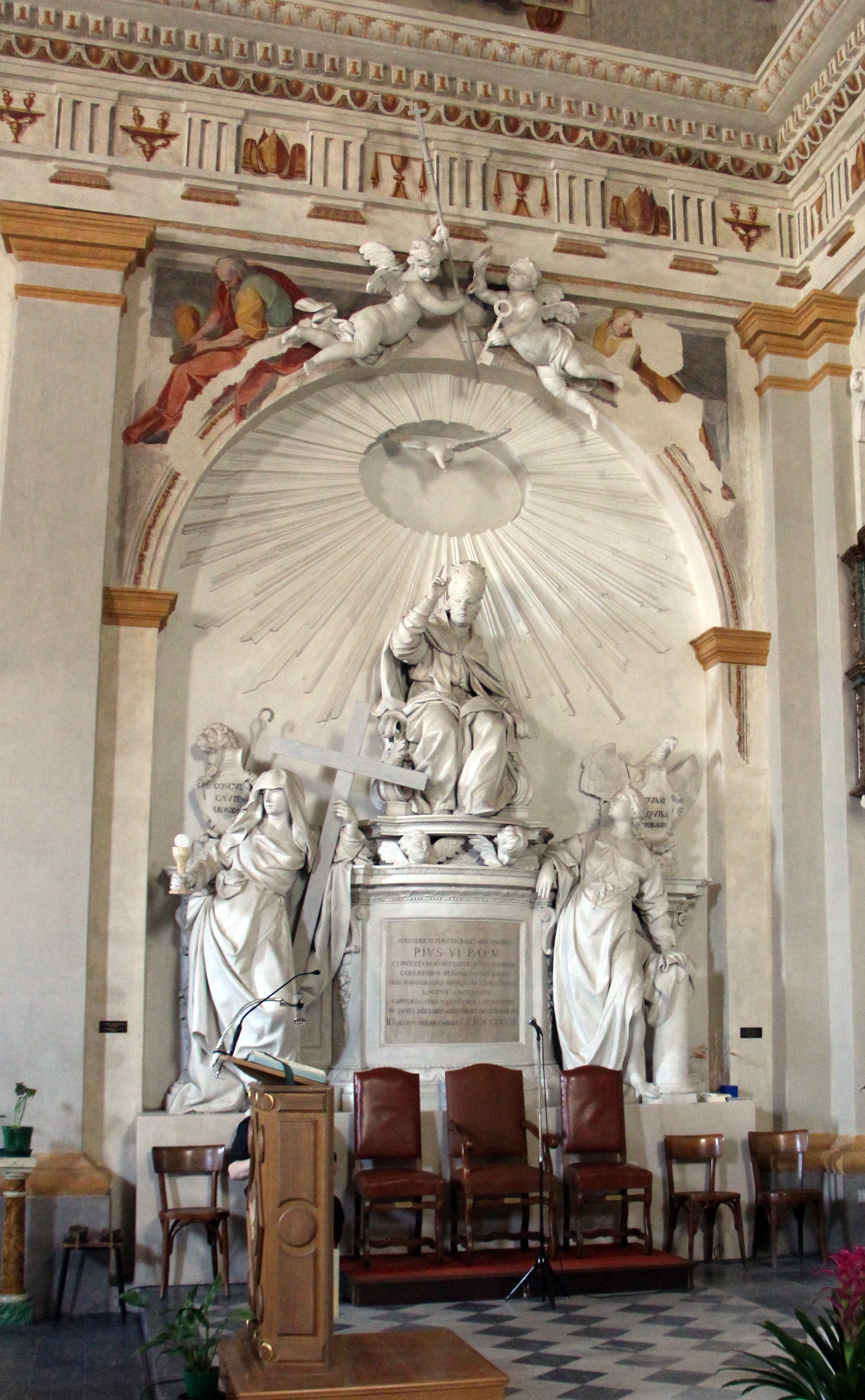
Monumento a papa Pio VI